# トラスロッド
トラスロッド（英語：truss rod）とは、ギターのネック内に埋め込まれた鉄の棒である。ギターのネックが反ってしまったときに、このトラスロッドを調整して反りを直す。トラスロッドには弓状に曲がった鉄の棒が使われている。これにより、ネックには常に逆反りの力がかかっているが、ネック自体がもともと順反りになっているため、二つの力が相殺され、結果的にまっすぐ安定したネックが作られる。
現在のトラスロッドはあらかじめ湾曲した鉄芯が使われているが、昔はまっすぐのままネックに内蔵されていた。もちろん、このようなトラスロッドでは反りの修正にはあまり効果がないが、トラスロッド自体の強度でネックの反りを防ぐ効果はあった。